# 22. korpus (Kopenska vojska ZDA)
Za druge 22. korpuse glejte 22. korpus.
22. korpus je bil korpus Kopenske vojske Združenih držav Amerike.